# День без вечера
«День без вечера» (латыш. Diena bez vakara) — киноповесть, фильм режиссёра Мариса Рудзитиса, снятый по сценарию Миервалдиса Бирзе на Рижской киностудии в 1962 году.
Выпуск на экран — 30 апреля 1963 года.

## Сюжет
В туберкулёзном санатории идут работы над созданием нового лекарства. Главный врач Эгле облучился при контакте с радиационными материалами. Помочь, по его мнению, должны те образцы, которые были получены при эксперименте.
Большая дружба связывает Эгле со скульптором Мурашкой. В тяжёлые минуты он находит успокоение в общении с близким ему по духу человеком.
Приезд из Москвы профессора Дубнова — старого друга Эгле — вселил надежду на выздоровление, но проведённая операция не дала ожидаемого результата. Перед смертью Эгле успевает передать материалы своих научных работ коллеге. Есть надежда, что они помогут бороться с подобными болезнями в недалёком будущем.

## В ролях
- Вия Артмане — Кайре
- Лидия Фреймане — медсестра Гарша
- Вальдемар Зандберг — врач Берсон
- Альфред Видениекс — Эгле
- Велта Лине — Херта Эгле
- Артур Калейс — Мурашка
- Карлис Себрис — директор
- Харий Авенс — Вагулис
- Валентинс Скулме — Ведингс
- Лидия Пупуре — Лазда

## Съёмочная группа
- Режиссёр: Марис Рудзитис
- Автор сценария: Миервалдис Бирзе
- Оператор: Микс Звирбулис
- Художник-постановщик: Лаймдонис Грасманис
- Композитор: Николай Золотонос
- Звукорежиссёр: Глеб Коротеев

## Технические данные
- 9 частей
- 2408 м